# Die Mamba
Die Mamba ist eine österreichisch-deutsche Actionkomödie des deutsch-iranischen Filmregisseurs Ali Samadi Ahadi.

## Handlung
Der Geräuschdesigner Hossein Sarivi arbeitet in einer Keksfabrik in Wien. Nachdem er aufgrund seiner Tollpatschigkeit gefeuert wird, versucht er, so schnell wie möglich einen neuen Job zu bekommen. Seine dominante Ehefrau Pari Sarivi darf von der Kündigung allerdings nichts erfahren.
Im Tiergarten Schönbrunn soll derweil der gefürchtete Auftragskiller und Terrorist „die Mamba“ seinen neuen Auftragsort erfahren. Obwohl die Mamba und Hossein einander nicht kennen, sehen sie sich so ähnlich wie eineiige Zwillinge; doch bis auf das Aussehen unterscheiden sich die beiden sehr stark. So ist Hossein ein naiver, ängstlicher, einfacher Arbeiter, während die Mamba vor keinem Verbrechen zurückschreckt. Durch unglückliche Umstände wird der im Zoo auf einer Bank sitzende Hossein für die Mamba gehalten und soll für einen neuen Auftrag nach London reisen. Hossein willigt ein, da er denkt, er würde für seine Geräuschdesigns engagiert. Die als Zoowärter verkleidete Mamba gerät inzwischen in eine Schießerei mit einer sie verfolgenden CIA-Gruppe unter Führung Carl Bronskis.
Ebenfalls engagiert für den Auftrag wurde die Agentin Sherazade, die sich schon auf die Zusammenarbeit mit der Mamba freut. In London erhält Hossein ein Arsenal von Waffen und meint, dass er deren „Sound“ verbessern soll. Dort trifft er auch auf seine Assistentin Sherazade, in die er sich sofort verliebt. Zusammen geht es nach Casablanca, wo geheime Codes von einer zu eliminierenden Zielperson geraubt werden sollen. Erst in Casablanca, wird Hossein das Missverständnis um seine Person bewusst. Die Mamba erfährt durch brutale Überfälle bei der Auftraggeberin und im Tiergarten, wo er die Überwachungsvideos kontrolliert, von der Verwechslung und fliegt ebenfalls nach Casablanca. Pari erfährt erst, als ihr Mann längst in Casablanca ist, dass er bei der Keksfabrik gefeuert worden war. Sie vermutet sofort, dass er sie betrügt, lokalisiert ihn mittels einer Handyortung in Casablanca und fliegt ebenfalls dorthin, um ihn zu finden. Auf ihrer Suche trifft sie jedoch auf die echte Mamba – auch diese zwei entwickeln Gefühle für einander, begünstigt durch den latent vorhandenen Masochismus der Mamba.
In Casablanca geraten sie an die sie CIA-Gruppe und die örtliche Al-Qaida-Filiale, welche die Mamba als unerwünschte auswärtige Konkurrenz ausschalten will. Während der Kämpfe und Verfolgungsjagden wechseln Hossein und die Mamba mehrmals unfreiwillig ihre Positionen. Nach Erledigung des Mordauftrags werden die Mamba und Sherazade nach Paris beordert, um eine Nuklearanlage zu sprengen. Allerdings warnt der inzwischen wegen Erfolglosigkeit entlassene Bronski Hossein (den er für die Mamba hält), dass der Auftraggeber, „der Ingenieur“, eine Falle vorbereitet habe.
In der Nuklearanlage treffen Hossein und Pari Sarivi auf die Mamba und Sherazade, werden aber, als sie sie warnen, von dem Ingenieur überrascht. Auch der Einsatz von Bronski hat keinen Erfolg, da er in Ohnmacht fällt, als er die Doppelgänger sieht. Trotzdem gelingt es dem Quintett, sich zu befreien, während der überwältigte Ingenieur mit der Anlage in die Luft fliegt.
Im Happy End sieht man Hossein und Sherazade Nay spielend auf einem Kamel durch ein nahöstliches Kriegsgebiet reiten, während die Mamba im Auftrag seiner „Herrin“ Pari im österreichischen Vorgarten Maulwürfe erschießt.

## Produktion
Der Film wurde von e&a film produziert, die Dreharbeiten begannen im April 2013 und waren im Juni 2013 abgeschlossen. Drehorte waren Marrakesch, Wien, Paris und London. Gedreht wurde in Cinemascope.

## Veröffentlichung
Offizieller Kinostart in Österreich war der 10. April 2014. Allein in Österreich zählte der Film knapp 90.000 Kinobesucher und erhielt daher die Auszeichnung Austrian Ticket. In Deutschland lief der Film am 29. Juni 2014 auf dem Filmfest München. Am 3. Juli 2014 lief er offiziell in den deutschen Kinos an.

## Kritik
Der film-dienst bezeichnete den Film als „Hommage an die Komödien von Blake Edwards, die sich konzeptionell und handwerklich auf Dauer etwas übernimmt“. Während der Hauptdarsteller „an der Doppelrolle in Ehren scheitere“, würden „die bravourösen Nebendarsteller mit überzeugenden Darbietungen“ glänzen. Die Filmwebsite kino.de konstatierte: „Heimisches Gelsenkirchener-Barock-Spießertum trifft auf österreichisch-orientalisches Laissez-faire“, dabei gäbe es „bei dieser handwerklich routiniert gehandhabten Parodie“ hinsichtlich der Schauwerte „nichts zu mäkeln“. Im Fazit heißt es, der Film sei eine „turbulente, kurzweilige und mit Filmzitaten gespickte Scheherazade, die nie vorgibt mehr zu sein, als das was sie ist: derb-dreister Action-Klamauk“.
Die Filmzeitschrift Cinema sprach hingegen von „infantile[m] Verwechslungsklamauk im Stil französischer Siebzigerjahre-Komödien“. Der Film sei eine „ziemlich einfältige Verwechslungskomödie“ mit „müden Gags über die sexuellen Vorlieben der Figuren, einem völlig überdrehten Christoph Maria Herbst als CIA-Agent und arabischen Selbstmordattentätern, die sich selbst in die Luft sprengen“. All das sei allerdings bereits aus Ahadis Vorgängerfilm 45 Minuten bis Ramallah bekannt. Anke Leweke urteilte bei Deutschlandradio Kultur, Regisseur Ahadi gelinge es über weite Strecken, „das Genre zu überhöhen, ins Absurde zu ziehen“, jedoch „hätte man von diesem Regisseur auch einen zumindest angedeuteten politischen Subtext erwartet“.

## Auszeichnungen
Für den Österreichischen Filmpreis 2015 war der Film in den folgenden Kategorien nominiert:
- Beste Filmmusik
- Beste Maske